# Dumitrița
Dumitrița is een Roemeense gemeente in het district Bistrița-Năsăud.
Dumitrița telt 2938 inwoners.